# Primera carta als Corintis
La Primera carta als Corintis és un dels llibres del Nou Testament de la Bíblia cristiana. Es tracta d'una carta de Pau de Tars i Sòstenes als cristians de la ciutat grega de Corint.
Hi ha consens entre els experts bíblics a confirmar que l'autor de l'epístola és el mateix Pau. La carta és citada per les fonts més antigues, i és inclosa en tots els cànons incloent-hi el de Marció. La carta va ser escrita des d'Efes (16:8), on tal com expliquen els Fets dels Apòstols Pau hauria viscut tres anys després de fundar l'església de Corint (18:10-17), entre els anys 53 i 57.

## Objectiu
Pau hauria escrit la carta per corregir certes interpretacions de l'Església coríntia que ell considerava incorrectes. Després de rebre informes de diverses fonts, va escriure l'epístola als Corintis animant-los a mantenir uniformitat en les creences («aneu tots d'acord en el vostre parlar i que no hi hagi divisions entre vosaltres», 1:10). En general, sembla que la comunitat de Corint estava bastant dividida i Pau dona consells sobre com solucionar disputes. També tracta sobre la puresa sexual, el matrimoni, el celibat apostòlic i el paper de la dona. Conté la frase infamosa «Com a totes les esglésies dels sants, que les dones callin a les assemblees; no els és permès de parlar-hi, sinó que siguin submises, com ho diu fins i tot la Llei.» A la part final fa una exposició de la doctrina de la resurrecció i en destaca la importància al si de la fe cristiana.